# Anthanassa frisia
Lưỡi liềm Cuba (Anthanassa frisia) là một loài bướm ngày thuộc họ Nymphalidae

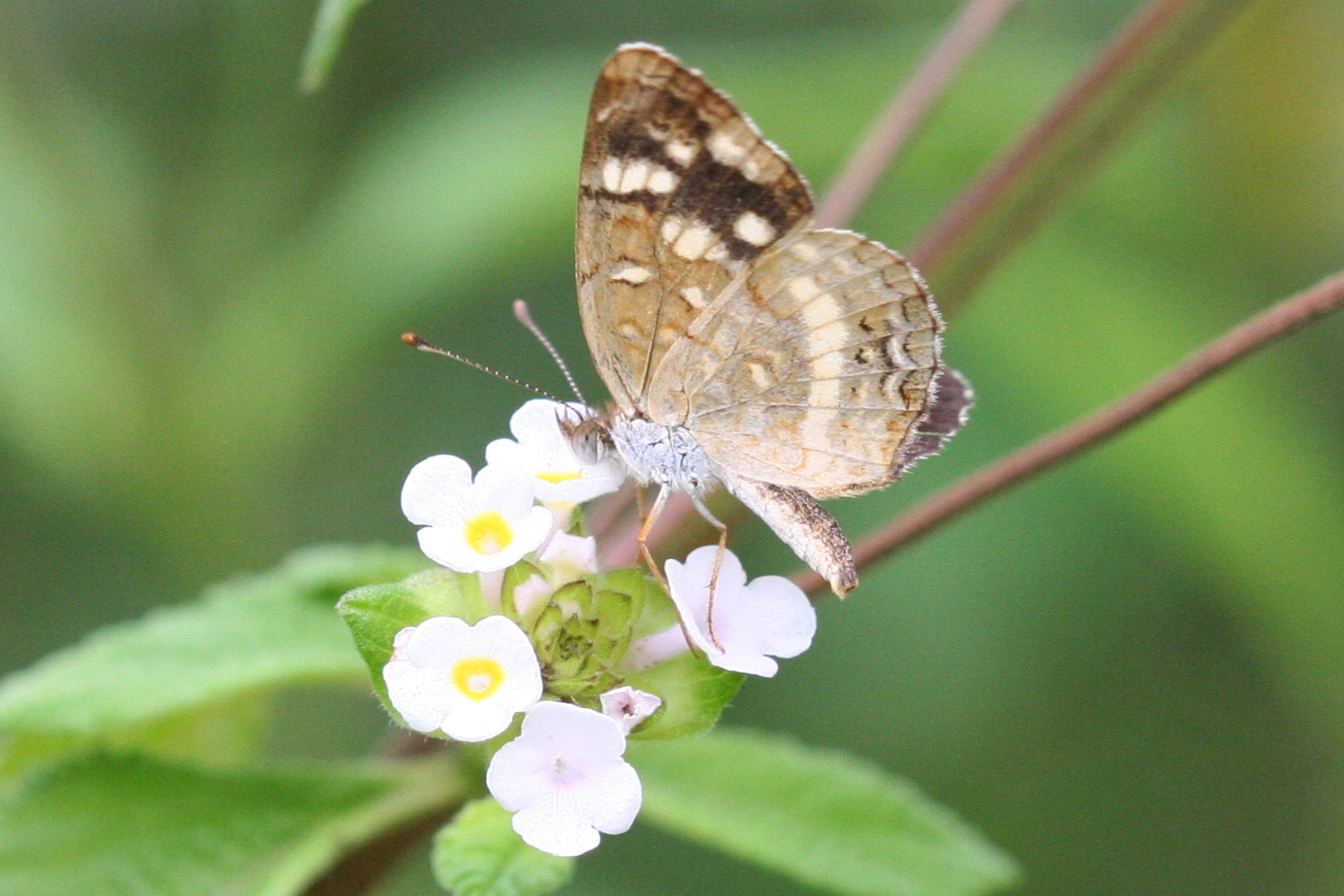

Sải cánh của ssp. frisia dài 32–45 mm. Con trưởng thành bay hầu như quanh năm ở miền nam Florida và và suốt năm ở các vùng nhiệt đới. Phân loài tulcis có sải cánh dài 32–35 mm. Con trưởng thành bay từ tháng 5 đến tháng 11 tại miền nam Texas.
Ấu trùng frisia ăn Beloperone guttata, còn ấu trùng tulcis đã được ghi nhận trên loài Dicliptera. Các cây khác mà ấu trùng loài này ăn bao gồm Ruellia. Bướm ăn mật hoa.

## Phụ loài
- Anthanassa frisia frisia (Cuba, Jamaica)
- Anthanassa frisia hermas (Brazil (Pernambuco, Bahia, São Paulo, Mato Grosso), Paraguay, miền bắc Argentina, Ecuador)
- Anthanassa frisia taeniata (Ecuador, miền tây Peru)
- Anthanassa frisia dubia (coasts of Venezuela và Colombia)
- Anthanassa frisia tulcis (Texas, Arizona, Mexico, Guatemala to Panama)